# NGC 4193
NGC 4193 је спирална галаксија у сазвежђу Девица која се налази на NGC листи објеката дубоког неба.
Деклинација објекта је + 13° 10' 22" а ректасцензија 12h 13m 53,4s. Привидна величина (магнитуда) објекта NGC 4193 износи 12,4 а фотографска магнитуда 13,2. Налази се на удаљености од 33,585 милиона парсека од Сунца. NGC 4193 је још познат и под ознакама IC 3051, UGC 7234, MCG 2-31-53, IRAS 12113+1326, CGCG 69-91, VCC 97, PGC 39040.